# 1972-es magyar teniszbajnokság
Az 1972-es magyar teniszbajnokság a hetvenharmadik magyar bajnokság volt. A bajnokságot szeptember 18. és 24. között rendezték meg Budapesten, a Dózsa margitszigeti teniszstadionjában.

## Eredmények
| Versenyszám  | Arany                                                     | Arany | Ezüst                                          | Ezüst | Bronz                                                                                        | Bronz |
| ------------ | --------------------------------------------------------- | ----- | ---------------------------------------------- | ----- | -------------------------------------------------------------------------------------------- | ----- |
| Férfi egyéni | Baranyi Szabolcs Újpesti Dózsa                            |       | Varga Géza Újpesti Dózsa                       |       | Gulyás István Újpesti Dózsa                                                                  |       |
| Női egyéni   | Borka Katalin Újpesti Dózsa                               |       | Szörényi Judit Bp. Spartacus                   |       | Szabó Éva Vasas SC                                                                           |       |
| Férfi páros  | Baranyi Szabolcs, Machán Róbert Újpesti Dózsa, Bp. Honvéd |       | Csoknyai Bertalan, Balázs György Bp. Spartacus |       | Szőke Péter, Szőcsik András VM EgyetértésGulyás István, Benyik János Újpesti Dózsa           |       |
| Női páros    | Széll Erzsébet, Szörényi Judit Bp. Spartacus              |       | Borka Katalin, Klein Beatrix Újpesti Dózsa     |       | Gráczol Ágnes, Balogh Betty Bp. HonvédGloviczky Mária, Rózsavölgyi Éva Újpesti Dózsa         |       |
| Vegyes páros | Machán Róbert, Szabó Éva Bp. Honvéd, Vasas SC             |       | Baranyi Szabolcs, Klein Beatrix Újpesti Dózsa  |       | Szikszay András, Szörényi Judit Bp. SpartacusCsoknyai Bertalan, Széll Erzsébet Bp. Spartacus |       |